# Fremtidens børn
Fremtidens børn er en film instrueret af Ove Nyholm efter eget manuskript.

## Handling
Populærvidenskabelig dokumentarfilm om "biological engineering", altså gensplejsning. Filmen besøger ni videnskabsmænd, der fortæller om deres arbejde og teorier og moralske holdning til forskningen i, hvordan man gør mennesket fysisk ufejlbarligt.